# Eleições estaduais em Goiás em 2022
As eleições estaduais em Goiás em 2022 foram realizadas em 2 de outubro, como parte das eleições gerais no Brasil. Os goianos aptos a votar elegeram seus representantes na seguinte proporção: dezesseis deputados federais, um senador e quarenta e um deputados estaduais.
O governador e o vice-governador eleitos nesta eleição exercerão um mandato alguns dias mais longo. Isso ocorre devido a Emenda Constitucional n° 111, que alterou a Constituição e estipulou que o mandato dos governadores dos Estados e do Distrito Federal deverá ser iniciado em 06 de janeiro após a eleição. Entretanto, os candidatos eleitos nesta eleição assumem dia 1º de janeiro de 2023 e entregam o cargo no dia 06 de janeiro de 2027.
O atual governador em exercício é Ronaldo Caiado, do União Brasil, eleito em 2018 no primeiro turno com 1.773.185 votos, o equivalente a 59,73% dos votos válidos, e apto para disputar a reeleição. Para a eleição ao Senado Federal, está em disputa a vaga ocupada por Luiz Carlos do Carmo, do PSC, primeiro suplente que assumiu o cargo após a renúncia de Caiado para assumir o governo goiano.

## Calendário eleitoral
| Calendário eleitoral      | Calendário eleitoral                                                                       |
| ------------------------- | ------------------------------------------------------------------------------------------ |
| 15 de maio                | Início do financiamento coletivo dos pré-candidatos                                        |
| 20 de julho a 5 de agosto | Convenções partidárias para a escolha dos candidatos e das coligações                      |
| 2 de outubro              | Primeiro turno das eleições                                                                |
| 7 a 28 de outubro         | Propaganda eleitoral gratuita no rádio e na televisão relativa a um eventual segundo turno |
| 30 de outubro             | Eventual segundo turno das eleições                                                        |
| até 19 de dezembro        | Diplomação dos eleitos pela Justiça Eleitoral                                              |

## Candidatos

Estado de Goiás

As convenções partidárias iniciaram-se no dia 20 de julho, se estendendo até 5 de agosto. Os seguintes partidos políticos já confirmaram suas candidaturas. Os partidos políticos têm até 15 de agosto de 2022 para registrar formalmente os seus candidatos.
Nota: a tabela a seguir está organizada por ordem alfabética de candidatos, de acordo com o nome registrado na Justiça Eleitoral.

### Confirmados
| Governador(a) | Governador(a) | Governador(a)         | Governador(a)         | Cargo político anterior ou profissão                                                                                                | Vice-Governador(a) | Vice-Governador(a) | Vice-Governador(a) | Vice-Governador(a) | Vice-Governador(a) | Logo | Federação/Coligação                                                                         | Tempo de horário eleitoral |
| Nº            | Partido       | Candidato             | Candidato             | Cargo político anterior ou profissão                                                                                                | Partido            | Partido            | Candidato          | Candidato          | Cargo(s) relevante(s)                                                                                                 | Logo | Federação/Coligação                                                                         | Tempo de horário eleitoral |
| Nº            | Partido       | Nome e foto para urna | Nome e foto para urna | Cargo político anterior ou profissão                                                                                                | Partido            | Partido            | Candidato          | Candidato          | Cargo(s) relevante(s)                                                                                                 | Logo | Federação/Coligação                                                                         | Tempo de horário eleitoral |
| ------------- | ------------- | --------------------- | --------------------- | --- | ------------------ | ------------------ | ------------------ | ------------------ | --- | ---- | ------------------------------------------------------------------------------------------- | -------------------------- |
| 13            | PT            | Wolmir Amado          |                       | - Ex-reitor da Pontifícia Universidade Católica de Goiás                                                                            |                    | PSB                | Fernando Tibúrcio  |                    | - Ex-secretário-chefe da Casa Civil de Goiás                                                                          |      | Juntos por Goiás e Pelo Brasil FE Brasil (PT, PCdoB, PV), PSB                               | 2min19s                    |
| 21            | PCB           | Helga Martins         |                       | - Professora universitária |                    | PCB                | Lindomar Santos    |                    | - Agente sanitário |      | Sem coligação                                                                               | Sem tempo de rádio e TV    |
| 22            | PL            | Vitor Hugo            |                       | - Deputado federal por Goiás (2019–2023)                                                                                            |                    | PL                 | Keila Borges       |                    | - Servidora pública municipal                                                                                         |      | Sem coligação                                                                               | 51s                        |
| 30            | NOVO          | Edigar Diniz          |                       | - Professor e empresário |                    | NOVO               | Jamil Said         |                    | - Engenheiro |      | Sem coligação                                                                               | 20s                        |
| 44            | UNIÃO         | Ronaldo Caiado        |                       | - Deputado federal por Goiás (1991-1995; 1999-2015) - Senador federal por Goiás (2015-2019) - Governador de Goiás (2019–atualidade) |                    | MDB                | Daniel Vilela      |                    | - Vereador por Goiânia (2009-2011) - Deputado estadual por Goiás (2011-2015) - Deputado federal por Goiás (2015-2019) |      | Pra Seguir em Frente UNIÃO, MDB, PP, PSC, Solidariedade, PSD, Avante, PODE, PRTB, PDT, PROS | 5min6s                     |
| 50            | PSOL          | Cíntia Dias           |                       | - Socióloga |                    | REDE               | Edson Braz         |                    | - Advogado |      | Fed. PSOL REDE                                                                              | 23s                        |
| 51            | Patriota      | Gustavo Mendanha      |                       | - Prefeito de Aparecida de Goiânia (2017–2022)                                                                                      |                    | Patriota           | Heuler Cruvinel    |                    | - Deputado federal por Goiás (2011-2019)                                                                              |      | Estado Inteligente Patriota, Republicanos, Agir, DC, PMN, PMB                               | 58s                        |
| 80            | UP            | Reinaldo Pantaleão    |                       | - Professor |                    | UP                 | Luciana Amorim     |                    | - Servidora pública federal                                                                                           |      | Sem coligação                                                                               | Sem tempo de rádio e TV    |

### Candidaturas indeferidas
| Governador(a)   | Governador(a) | Governador(a) | Governador(a) | Cargo político anterior ou profissão | Vice-Governador(a) | Vice-Governador(a) | Vice-Governador(a) | Vice-Governador(a) | Coligação/ Federação |
| Candidato       | Foto p/ urna  | Partido       | Partido       | Cargo político anterior ou profissão | Candidato          | Foto p/ urna       | Partido            | Partido            | Coligação/ Federação |
| Vinícius Paixão |               | 29            | PCO           | Historiador                          | Maria Letícia      |                    | 29                 | PCO                | Sem coligação        |

O TRE-GO indeferiu a candidatura de Vinícius Paixão ao Governo de Goiás por ele não ter apresentado a prestação de contas da Eleição de 2020, quando se lançou candidato à Prefeito de Goiânia.

### Desistências
- José Eliton Júnior (PSB) – Governador de Goiás (2018–2019). O ex-governador retirou sua pré candidatura. Ele disse que não foi possível chegar num consenso entre os negociadores de sua campanha.[22]

- Marconi Perillo (PSDB) - Governador de Goiás (1999–2006, 2011–2018). Ele decidiu se lançar candidato ao Senado Federal alegando resistências no PSDB Nacional em querer implacar uma candidatura com apoio do PT e do PSD.[23]

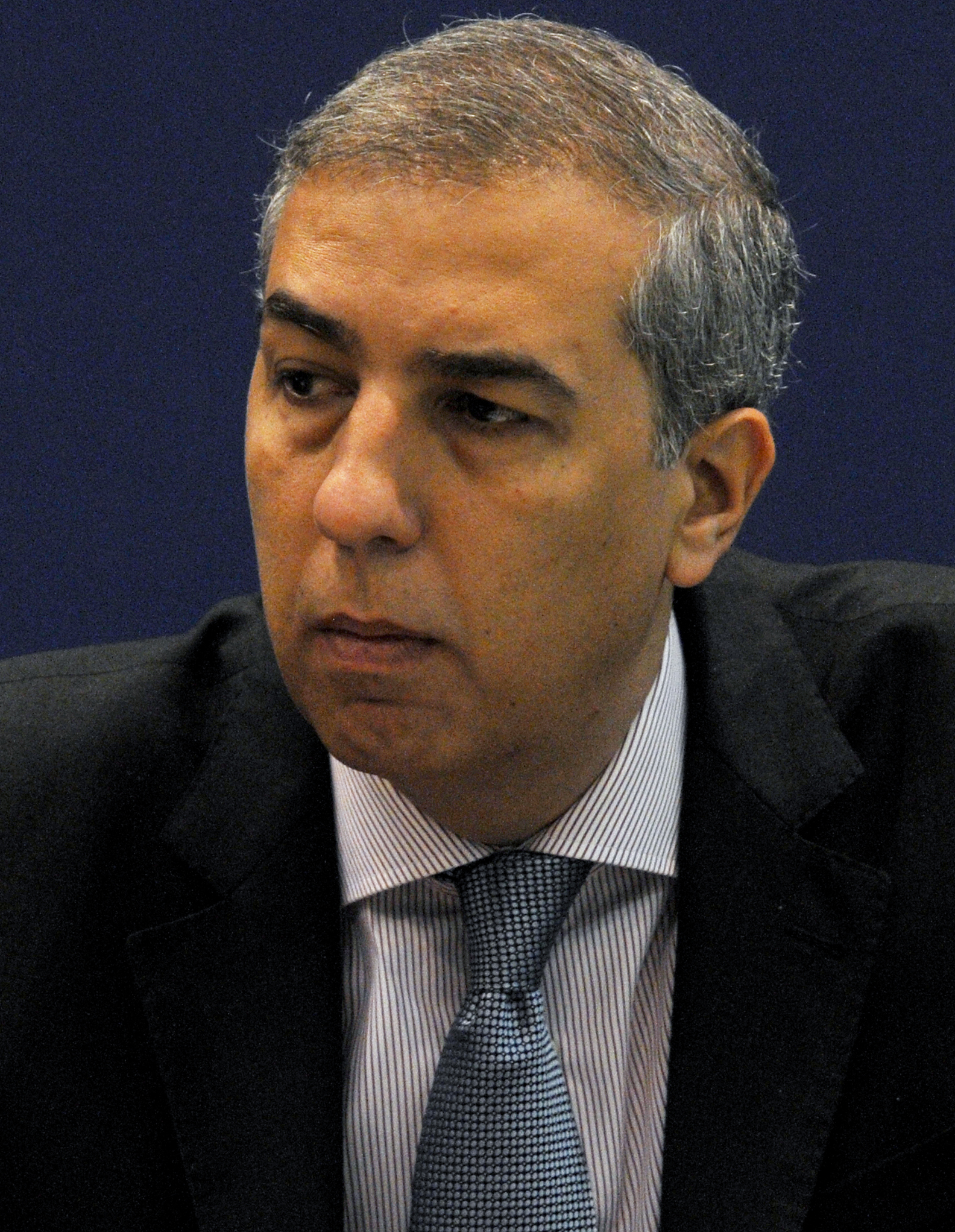
Governador de Goiás José Eliton Júnior (PSB) (2018–2019)
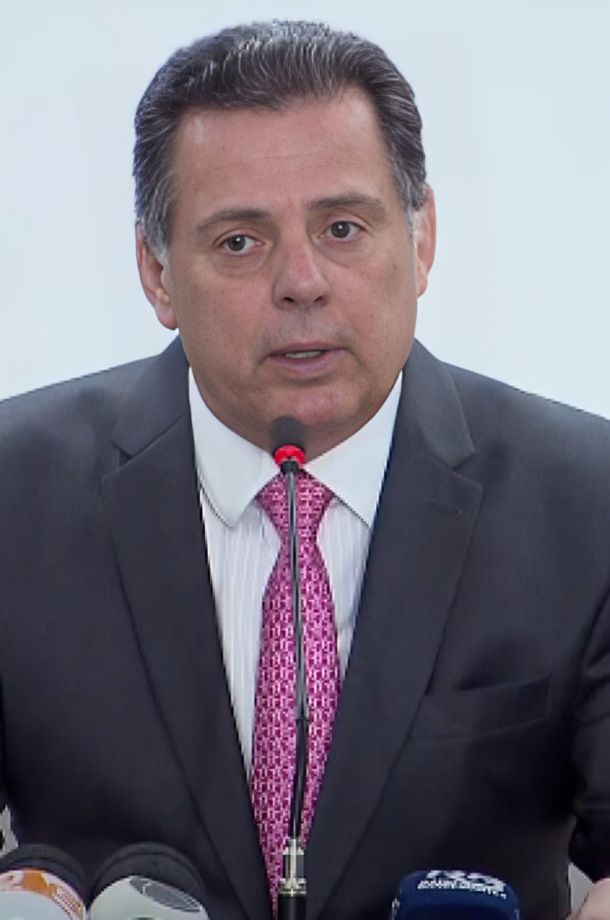
Governador de Goiás Marconi Perillo (PSDB)                                                                        (1999–2006, 2011–2018)

## Candidatos ao Senado Federal
Nota: a tabela a seguir está organizada por ordem alfabética de candidatos, de acordo com o nome registrado na Justiça Eleitoral.
| Senador   | Senador      | Senador             | Senador                               | Cargo político anterior ou profissão                                                                          | Suplentes                        | Suplentes | Suplentes    | Logo | Coligação/ Federação                                          | Número eleitoral | Tempo de horário eleitoral |
| Candidato | Candidato    | Candidato           | Candidato                             | Cargo político anterior ou profissão                                                                          | Candidatos                       | Partido   | Partido      | Logo | Coligação/ Federação                                          | Número eleitoral | Tempo de horário eleitoral |
| Nº        | Partido      | Nome e foto p/ urna | Nome e foto p/ urna                   | Cargo político anterior ou profissão                                                                          | Candidatos                       | Partido   | Partido      | Logo | Coligação/ Federação                                          | Número eleitoral | Tempo de horário eleitoral |
| 100       | Republicanos | João Campos         |                                       | Deputado federal por Goiás (2003–2023)                                                                        | 1° suplente: Joamar Rodrigues    |           | Republicanos |      | Estado Inteligente Patriota, Republicanos, Agir, DC, PMN, PMB | 100              | 30s                        |
| 100       | Republicanos | João Campos         | 2° suplente: Alan do Sacolão          | Deputado federal por Goiás (2003–2023)                                                                        |                                  |           | Republicanos |      | Estado Inteligente Patriota, Republicanos, Agir, DC, PMN, PMB | 100              | 30s                        |
| 111       | PP           | Alexandre Baldy     |                                       | - Deputado federal por Goiás (2015-2019) - Secretário dos Transportes Metropolitanos de São Paulo (2019–2021) | 1ª suplente: Humberto Alencastro |           | PP           |      | Sem coligação                                                 | 111              | 30s                        |
| 111       | PP           | Alexandre Baldy     | 2° suplente: Flavia Cunha             | - Deputado federal por Goiás (2015-2019) - Secretário dos Transportes Metropolitanos de São Paulo (2019–2021) |                                  |           | PP           |      | Sem coligação                                                 | 111              | 30s                        |
| 222       | PL           | Wilder Morais       |                                       | Senador por Goiás (2012–2019)                                                                                 | 1ª suplente: Izaura Cardoso      |           | PL           |      | Sem coligação                                                 | 222              | 26s                        |
| 222       | PL           | Wilder Morais       | 2° suplente: Hélio Araújo             | Senador por Goiás (2012–2019)                                                                                 |                                  |           | PL           |      | Sem coligação                                                 | 222              | 26s                        |
| 300       | NOVO         | Leonardo Rizzo      |                                       | Empresário | 1° suplente: Kim Abrao           |           | NOVO         |      | Sem coligação                                                 | 300              | 8s                         |
| 300       | NOVO         | Leonardo Rizzo      | 2° suplente: André Ramos              | Empresário |                                  |           | NOVO         |      | Sem coligação                                                 | 300              | 8s                         |
| 444       | UNIÃO        | Delegado Waldir     |                                       | Deputado federal por Goiás (2011 e 2015–atualidade)                                                           | 1ª suplente: Kelen de Tarcísio   |           | UNIÃO        |      | Sem coligação                                                 | 444              | 1min                       |
| 444       | UNIÃO        | Delegado Waldir     | 2° suplente: Claudio Marques          | Deputado federal por Goiás (2011 e 2015–atualidade)                                                           |                                  |           | UNIÃO        |      | Sem coligação                                                 | 444              | 1min                       |
| 456       | PSDB         | Marconi Perillo     |                                       | Governador de Goiás (1999–2006, 2011–2018)                                                                    | 1° suplente: Jalles Fontoura     |           | PSDB         |      | Fed. PSDB Cidadania                                           | 456              | 29s                        |
| 456       | PSDB         | Marconi Perillo     | 2° suplente: Marcos Ermírio de Moraes | Governador de Goiás (1999–2006, 2011–2018)                                                                    |                                  |           | PSDB         |      | Fed. PSDB Cidadania                                           | 456              | 29s                        |
| 500       | PSOL         | Manu Jacob          |                                       | Professora e mestre em educação                                                                               | 1° suplente: Humberto Chaves     |           | PSOL         |      | Fed. PSOL REDE                                                | 500              | 11s                        |
| 500       | PSOL         | Manu Jacob          | 2ª suplente: Maria Luzia              | Professora e mestre em educação                                                                               |                                  |           | PSOL         |      | Fed. PSOL REDE                                                | 500              | 11s                        |
| 555       | PSD          | Vilmar Rocha        |                                       | Deputado federal por Goiás (1993–2007, 2011–2015)                                                             | 1° suplente: Simeyzon Silveira   |           | PSD          |      | Sem coligação                                                 | 555              | 28s                        |
| 555       | PSD          | Vilmar Rocha        | 2° suplente: Itamar Barreto           | Deputado federal por Goiás (1993–2007, 2011–2015)                                                             |                                  |           | PSD          |      | Sem coligação                                                 | 555              | 28s                        |
| 651       | PCdoB        | Denise Carvalho     |                                       | Deputada estadual por Goiás (1991–2003)                                                                       | 1° suplente: Jobim das Oliveiras |           | PV           |      | Juntos por Goiás e Pelo Brasil FE Brasil (PT, PCdoB, PV), PSB | 651              | 1min15s                    |
| 651       | PCdoB        | Denise Carvalho     | 2° suplente: Paulo Alves              | Deputada estadual por Goiás (1991–2003)                                                                       |                                  | PCdoB     |              |      | Juntos por Goiás e Pelo Brasil FE Brasil (PT, PCdoB, PV), PSB | 651              | 1min15s                    |

### Candidaturas indeferidas
| Senador        | Senador | Senador | Cargo político anterior ou profissão | Suplentes                    | Suplentes | Suplentes | Coligação/ Federação |
| Candidato      | Partido | Partido | Cargo político anterior ou profissão | Candidatos                   | Partido   | Partido   | Coligação/ Federação |
| Antônio Paixão | 290     | PCO     | Servidor público aposentado          | 1° suplente: Eduardo Sugizak |           | PCO       | Sem coligação        |
| Antônio Paixão | 290     | PCO     | Servidor público aposentado          | 2ª suplente: Viviane Akash   |           | PCO       | Sem coligação        |

O TRE-GO indeferiu a candidatura de Antônio Paixão ao Senado Federal devido a irregularidades na sua filiação partidária.

### Desistências
- Luiz Carlos do Carmo (PSC) - Senador por Goiás (2019–2023). O senador desistiu de sua candidatura à reeleição por recomendação do partido para ajudar na campanha para a reeleição de Ronaldo Caiado (UNIÃO).[34]

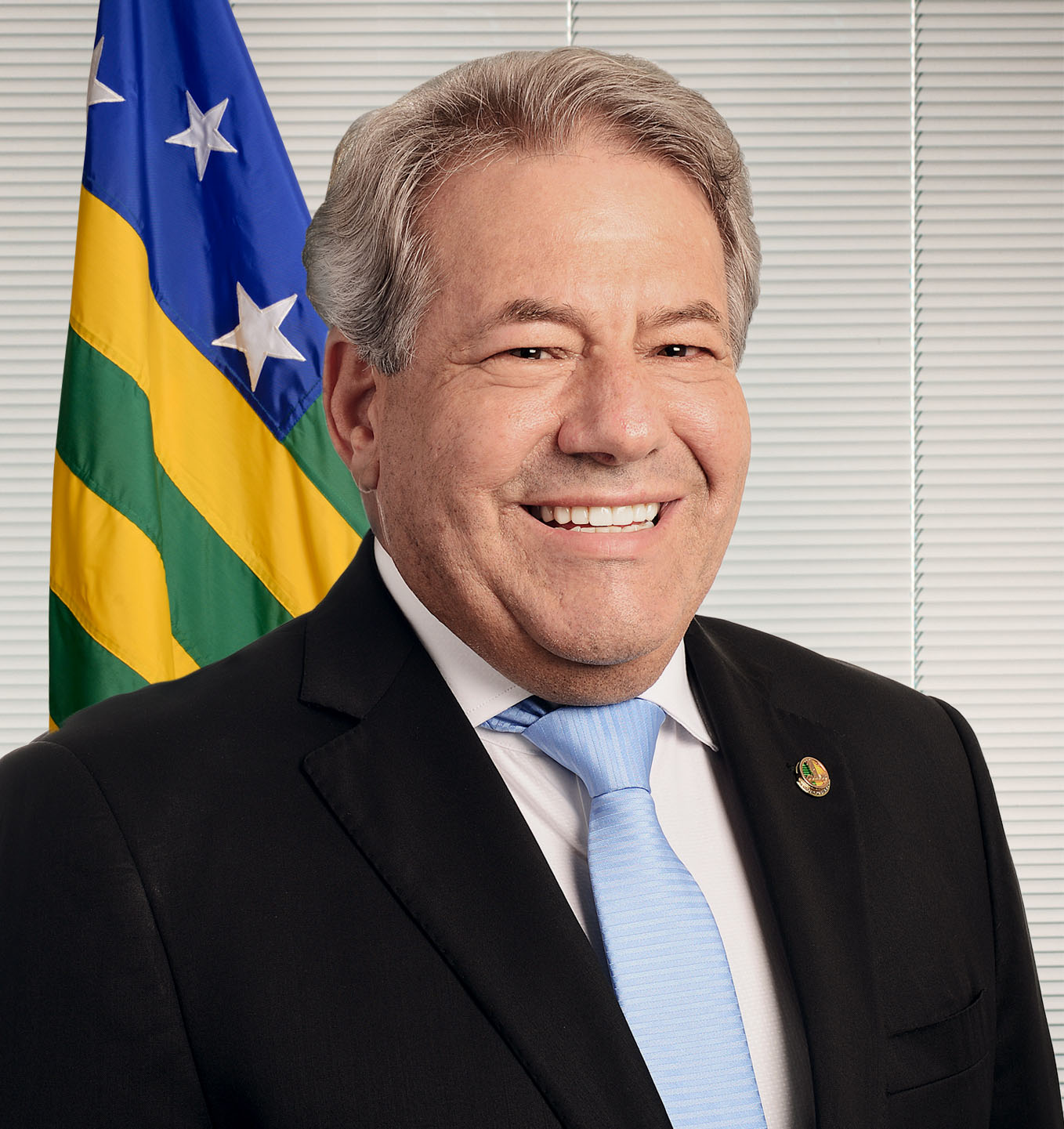
Senador de Goiás Luiz Carlos do Carmo (PSC) (2019–atualidade)

## Assembleia Legislativa
O resultado obtido pelos partidos políticos nas eleições de 2018 e na atual eleição está abaixo, ao todo 14 partidos terão representação na Assembleia Legislativa do Estado de Goiás, a ALEGO a partir de 2023. O MDB, do vice-governador eleito Daniel Vilela, terá a maior bancada com 7 deputados eleitos, em seguida o União Brasil, do governador Ronaldo Caiado, vem com 6 assentos conquistados, o PRTB alcançou 4 deputados eleitos, seguido pelo PT, PL e PP com 3 vagas cada, o Republicanos, Agir, PSD, PSDB, Avante e o Patriota conseguiram 2 vagas cada e o PSC, PSB e Solidariedade ficaram com 1 vaga cada um.
| Filiação Partidária | Filiação Partidária | Membros         | Membros         | +/–     |   |
| Filiação Partidária | Filiação Partidária | Eleitos em 2018 | Eleitos em 2022 | +/–     |   |
| ------------------- | ------------------- | --------------- | --------------- | ------- | - |
|                     | UNIÃO               | 0               | 6               | 6       |   |
|                     | MDB                 | 3               | 7               | 4       |   |
|                     | PRTB                | 2               | 4               | 2       |   |
|                     | PT                  | 2               | 3               | 1       |   |
|                     | PL                  | 0               | 3               | 3       |   |
|                     | PP                  | 1               | 3               | 2       |   |
|                     | Patriota            | 1               | 2               | 1       |   |
|                     | PSD                 | 2               | 2               | Estável |   |
|                     | Republicanos        | 2               | 2               | Estável |   |
|                     | Agir                | 1               | 2               | 1       |   |
|                     | PSDB                | 6               | 2               | 4       |   |
|                     | PSB                 | 1               | 1               | Estável |   |
|                     | PSC                 | 1               | 1               | Estável |   |
|                     | Solidariedade       | 2               | 1               | 1       |   |
|                     | PROS                | 3               | 0               | 3       |   |
|                     | DC                  | 2               | 0               | 2       |   |
|                     | PRP                 | 2               | 0               | 2       |   |
|                     | PTB                 | 1               | 0               | 1       |   |
|                     | PDT                 | 1               | 0               | 1       |   |
|                     | Cidadania           | 1               | 0               | 1       |   |
|                     | PV                  | 1               | 0               | 1       |   |
|                     | DEM                 | 4               | -               | 4       |   |
|                     | PSL                 | 2               | -               | 2       |   |
| Total               | Total               | 41              | 41              | –       | – |

## Debates
| Data  | Organizadores         | Mediador        | Cíntia (PSOL) | Diniz (NOVO) | Mendanha (Patriota) | Vitor Hugo (PL) | Caiado (UNIÃO) | Wolmir (PT) |
| ----- | --------------------- | --------------- | ------------- | ------------ | ------------------- | --------------- | -------------- | ----------- |
| 25/08 | Portal 6 e UOL        | Rafael Tomazeti | Presente      | Presente     | Presente            | Presente        | Convidado      | Presente    |
| 21/09 | O Popular CBN Goiânia | Luiz Geraldo    | Presente      | Presente     | Presente            | Presente        | Convidado      | Convidado   |
| 27/09 | TV Anhanguera Goiânia | Suelen Reis     | Presente      | Presente     | Presente            | Presente        | Presente       | Presente    |

## Pesquisas de opinião

### Governador

#### Primeiro turno
O primeiro turno está marcado para acontecer em 2 de outubro de 2022. 
| Institutos de opinião       | Datas de realização       | Entrevistados | Caiado UNIÃO | Mendanha Patriota | Hugo PL | Dias PSOL | Wolmir PT | Edigar NOVO | Martins PCB | Outros | Abstenções/ Indecisos | Vantagem |
| Institutos de opinião       | Datas de realização       | Entrevistados |              |                   |         |           |           |             |             | Outros | Abstenções/ Indecisos | Vantagem |
| Serpes/O Popular            | 26–29 de setembro de 2022 | 801           | 52,4%        | 20,6%             | 8,7%    | 0,6%      | 3,1%      | 0,4%        | 0,2%        | 0,1%   | 13,6%                 | 31,6%    |
| AtlasIntel                  | 23–28 de setembro de 2022 | 1.600         | 45,3%        | 24,9%             | 13,6%   | 1,6%      | 7%        | 1%          | 0,3%        | 0,1%   | 6,3%                  | 20,4%    |
| Real Time Big Data          | 27–28 de setembro de 2022 | 1.000         | 53%          | 20%               | 10%     | 1%        | 6%        | 0%          | 0%          | [ c ]  | 10%                   | 33%      |
| Paraná Pesquisas            | 23–27 de setembro de 2022 | 1.540         | 60,7%        | 22,8%             | 10%     | 1,4%      | 2,6%      | 1,4%        | 0,3%        | 0,8%   | –                     | 37,9%    |
| Diário de Goiás/Diagnóstico | 21–25 de setembro de 2022 | 900           | 50,3%        | 25,3%             | 6,4%    | 0,2%      | 1,1%      | 0%          | 0,2%        | 0,4%   | 15,9%                 | 25%      |
| Goiás Pesquisas/Mais Goiás  | 19–22 de setembro de 2022 | 1.050         | 42,84%       | 23,76%            | 22,20%  | 0,55%     | 7,98%     | 0,92%       | 0,46%       | 1,28%  | –                     | 19,08%   |
| Serpes/O Popular            | 20–22 de setembro de 2022 | 801           | 50,8%        | 19,8%             | 9,2%    | 0,5%      | 2,4%      | 0,2%        | 0%          | 0,2%   | 18,1%                 | 31%      |
| Ipec                        | 19–21 de setembro de 2022 | 800           | 55%          | 23%               | 6%      | 1%        | 3%        | 0%          | 1%          | 1%     | 10%                   | 33%      |
| Paraná Pesquisas            | 15–19 de setembro de 2022 | 1.540         | 50,9%        | 19,6%             | 6,9%    | 0,4%      | 2,5%      | 0,4%        | 0,4%        | 0,3%   | 18,5%                 | 31,3%    |
| Diário de Goiás/Diagnóstico | 14–18 de setembro de 2022 | 900           | 42,7%        | 27,4%             | 5,9%    | 0,1%      | 1,6%      | 0,2%        | 0,2%        | 0,1%   | 20,2%                 | 15,3%    |
| Goiás Pesquisas/Mais Goiás  | 12–15 de setembro de 2022 | 1.050         | 40,95%       | 24,1%             | 17,9%   | 0,95%     | 6,29%     | 0,86%       | 0,95%       | 0,95%  | 7,04%                 | 16,85%   |
| Serpes/O Popular            | 12–14 de setembro de 2022 | 801           | 52,4%        | 16,2%             | 6%      | 0,7%      | 2,2%      | 0,5%        | 0,9%        | 0,5%   | 20,5%                 | 36,2%    |
| AtlasIntel                  | 4–8 de setembro de 2022   | 1.609         | 40,8%        | 24,9%             | 14,3%   | 1,1%      | 6%        | 0,6%        | 0,5%        | 0,7%   | 11,2%                 | 15,9%    |
| Diário de Goiás/Diagnóstico | 8–11 de setembro de 2022  | 900           | 44,9%        | 27%               | 5,2%    | 0%        | 1%        | 0%          | 1%          | [ n ]  | 18,9%                 | 17,9%    |
| Goiás Pesquisas/Mais Goiás  | 5–8 de setembro de 2022   | 1.050         | 43,72%       | 24,09%            | 18,9%   | 1,43%     | 6,85%     | 1,43%       | 0,95%       | 2,1%   | 8,29%                 | 19,63%   |
| Serpes/O Popular            | 4–6 de setembro de 2022   | 801           | 53,9%        | 19,2%             | 4,7%    | 1,4%      | 2,2%      | 0,5%        | 0,9%        | 0,4%   | 16,7%                 | 34,7%    |
| Diário de Goiás/Diagnóstico | 21–25 de agosto de 2022   | 900           | 45,1%        | 24,8%             | 5,2%    | 1,0%      | 0,8%      | 0%          | 0,8%        | 0,6%   | 21,4%                 | 20,3%    |
| Goiás Pesquisas/Mais Goiás  | 22–24 de agosto de 2022   | 821           | 38,61%       | 22,53%            | 16,44%  | 1,58%     | 6,46%     | 1,83%       | 1,58%       | 0,98%  | 9,99%                 | 15,78%   |
| Real Time Big Data          | 23–24 de agosto de 2022   | 1.500         | 45%          | 21%               | 10%     | 2%        | 5%        | 1%          | 0%          | –      | 16%                   | 24%      |
| Ipec                        | 22–24 de agosto de 2022   | 800           | 48%          | 21%               | 4%      | 1%        | 0%        | 1%          | 2%          | 2%     | 21%                   | 27%      |
| Serpes/O Popular            | 13–17 de agosto de 2022   | 801           | 47,7%        | 19,7%             | 3,7%    | 2,2%      | 0,6%      | 0,6%        | 0%          | 1,3%   | 23,9%                 | 28%      |
| Paraná Pesquisas            | 3–7 de agosto de 2022     | 1.540         | 46,1%        | 24,9%             | 9%      | 0,7%      | 1,7%      | 0,3%        | 0,5%        | 0,3%   | 16,4%                 | 21,2%    |
| Diário de Goiás/Diagnóstico | 4–7 de agosto de 2022     | 900           | 47,6%        | 26%               | 5,9%    | 1,7%      | 0,9%      | 0,7%        | 0,4%        | 0,4%   | 16,5%                 | 21,6%    |

#### Segundo turno
O segundo turno (caso este seja necessário) está marcado para acontecer em 30 de outubro de 2022. 
Caiado x Mendanha
| Institutos de opinião       | Datas de realização       | Entrevistados | Caiado UNIÃO | Mendanha Patriota | Abstenções/ Indecisos | Vantagem |
| Institutos de opinião       | Datas de realização       | Entrevistados |              |                   | Abstenções/ Indecisos | Vantagem |
| AtlasIntel                  | 23–28 de setembro de 2022 | 1.600         | 51,2%        | 35,9%             | 12,9%                 | 15,3%    |
| Real Time Big Data          | 27–28 de setembro de 2022 | 1.000         | 61%          | 31%               | 8%                    | 30%      |
| Diário de Goiás/Diagnóstico | 14–18 de setembro de 2022 | 900           | 49,2%        | 37,2%             | 13,6%                 | 12%      |
| Goiás Pesquisas/Mais Goiás  | 12–15 de setembro de 2022 | 1.050         | 50,19%       | 32,48%            | 17,33%                | 17,71%   |
| Diário de Goiás/Diagnóstico | 8–11 de setembro de 2022  | 900           | 49,8%        | 35%               | 16,3%                 | 14,8%    |
| Diário de Goiás/Diagnóstico | 21–25 de agosto de 2022   | 900           | 53,9%        | 31,0%             | 15,1%                 | 22,9%    |
| Goiás Pesquisas/Mais Goiás  | 22–24 de agosto de 2022   | 821           | 47,38%       | 29,48%            | 23,14%                | 17,90%   |
| Real Time Big Data          | 23–24 de agosto de 2022   | 1.500         | 58%          | 30%               | 12%                   | 28%      |
| Serpes/O Popular            | 13–17 de agosto de 2022   | 801           | 54,6%        | 28,1%             | 17,3%                 | 26,5%    |
| Diário de Goiás/Diagnóstico | 4–7 de agosto de 2022     | 900           | 54,3%        | 36,3%             | 9,3%                  | 18%      |

Caiado x Hugo
| Institutos de opinião      | Datas de realização       | Entrevistados | Caiado UNIÃO | Hugo PL | Abstenções/ Indecisos | Vantagem |
| Institutos de opinião      | Datas de realização       | Entrevistados |              |         | Abstenções/ Indecisos | Vantagem |
| AtlasIntel                 | 23–28 de setembro de 2022 | 1.600         | 57,3%        | 24,5%   | 18,2%                 | 32,8%    |
| Real Time Big Data         | 27–28 de setembro de 2022 | 1.000         | 63%          | 23%     | 14%                   | 40%      |
| Goiás Pesquisas/Mais Goiás | 12–15 de setembro de 2022 | 1.050         | 54%          | 23,43%  | 22,57%                | 30,57%   |
| Goiás Pesquisas/Mais Goiás | 22–24 de agosto de 2022   | 821           | 51,28%       | 23,39%  | 25,33%                | 27,89%   |
| Real Time Big Data         | 23–24 de agosto de 2022   | 1.500         | 61%          | 19%     | 20%                   | 42%      |
| Serpes/O Popular           | 13–17 de agosto de 2022   | 801           | 60%          | 13,7%   | 26,2%                 | 46,3%    |

### Senador
| Institutos de opinião       | Datas de realização       | Entrevistados | Waldir UNIÃO | Baldy PP | Marconi PSDB | Campos Republicanos | Wilder PL | Vilmar PSD | Denise PCdoB | Rizzo NOVO | Outros | Abstenções/ Indecisos | Vantagem |
| Institutos de opinião       | Datas de realização       | Entrevistados |              |          |              |                     |           |            |              |            | Outros | Abstenções/ Indecisos | Vantagem |
| Serpes/O Popular            | 26–29 de setembro de 2022 | 801           | 13,4%        | 8,6%     | 25,8%        | 9,2%                | 11,5%     | 1,6%       | 5,6%         | 1,2%       | 0,9%   | 22,1%                 | 12,4%    |
| Real Time Big Data          | 27–28 de setembro de 2022 | 1.000         | 16%          | 7%       | 30%          | 7%                  | 10%       | 4%         | 5%           | 2%         | 1%     | 18%                   | 14%      |
| Paraná Pesquisas            | 23–27 de setembro de 2022 | 1.540         | 14,2%        | 4,7%     | 25,9%        | 5,7%                | 10,3%     | 2,3%       | 4,7%         | 0,6%       | 1,4%   | –                     | 11,7%    |
| Diário de Goiás/Diagnóstico | 21–25 de setembro de 2022 | 900           | 17,4%        | 4,6%     | 20,3%        | 6,1%                | 7%        | 3,2%       | 2,3%         | 0,7%       | 0,6%   | 37,8%                 | 2,9%     |
| Goiás Pesquisas/Mais Goiás  | 19–22 de setembro de 2022 | 1.050         | 15,25%       | 9,67%    | 18,58%       | 5,83%               | 19,92%    | 4,17%      | 3,33%        | 2,83%      | 1,25%  | 19,17%                | 1,34%    |
| Serpes/O Popular            | 20–22 de setembro de 2022 | 801           | 13%          | 5,2%     | 25,3%        | 5,7%                | 11,1%     | 2,5%       | 4,9%         | 1,4%       | 1,2%   | 29,6%                 | 12,3%    |
| Ipec                        | 19–21 de setembro de 2022 | 800           | 18%          | 6%       | 28%          | 9%                  | 5%        | 4%         | 6%           | 3%         | 1%     | 21%                   | 10%      |
| Paraná Pesquisas            | 15–19 de setembro de 2022 | 1.540         | 15,8%        | 4,9%     | 22,1%        | 6,8%                | 7,5%      | 3,9%       | 3,2%         | 0,7%       | 1,5%   | 33,5%                 | 6,3%     |
| Diário de Goiás/Diagnóstico | 14–18 de setembro de 2022 | 900           | 13,2%        | 3,9%     | 19,7%        | 6,8%                | 6,6%      | 2,9%       | 1,9%         | 0,9%       | 0,6%   | 43,5%                 | 6,5%     |
| Goiás Pesquisas/Mais Goiás  | 12–15 de setembro de 2022 | 1.050         | 17,33%       | 9,24%    | 21,71%       | 6,29%               | 16,67%    | –          | –            | –          | –      | 16,38%                | 4,38%    |
| Serpes/O Popular            | 12–14 de setembro de 2022 | 801           | 13%          | 5%       | 25%          | 6,9%                | 5,4%      | 3,4%       | 5%           | 1,2%       | 1,1%   | 31,8%                 | 12%      |
| AtlasIntel                  | 4–8 de setembro de 2022   | 1.609         | 13%          | 7,2%     | 17,8%        | 5,3%                | 16,3%     | 2,5%       | 7,9%         | 1,8%       | 2,9%   | 25,5%                 | 1,5%     |
| Diário de Goiás/Diagnóstico | 8–11 de setembro de 2022  | 900           | 17,4%        | 4,2%     | 25,2%        | 5,9%                | 5,9%      | 2,9%       | 2,1%         | 1,1%       | 1,6%   | 33,5%                 | 7,8%     |
| Goiás Pesquisas/Mais Goiás  | 5–8 de setembro de 2022   | 1.050         | 18,57%       | 11,71%   | 16,48%       | 6,10%               | 16,67%    | 2,57%      | 2,57%        | 2,86%      | 1,14%  | 21,34%                | 1,9%     |
| Serpes/O Popular            | 4–6 de setembro de 2022   | 801           | 18,5%        | 3,4%     | 24,6%        | 5,7%                | 6,1%      | 3,0%       | 4,2%         | 1,0%       | 0,5%   | 33%                   | 6,1%     |
| Diário de Goiás/Diagnóstico | 21–25 de agosto de 2022   | 900           | 17,6%        | 3%       | 25%          | 4,8%                | 5,1%      | 4,2%       | 1,2%         | 1,3%       | 0,9%   | –                     | 7,4%     |
| Goiás Pesquisas/Mais Goiás  | 22–24 de agosto de 2022   | 821           | 16,81%       | 12,91%   | 16,93%       | 6,21%               | 14,37%    | 2,68%      | 3,78%        | 5,72%      | 2,19%  | 18,40%                | 0,12%    |
| Real Time Big Data          | 23–24 de agosto de 2022   | 1.500         | 15%          | 7%       | 27%          | 8%                  | 7%        | 6%         | 2%           | 1%         | 2%     | 25%                   | 12%      |
| Ipec                        | 22–24 de agosto de 2022   | 800           | 18%          | 4%       | 24%          | 7%                  | 4%        | 4%         | 2%           | 1%         | 3%     | 34%                   | 6%       |
| Serpes/O Popular            | 13–17 de agosto de 2022   | 801           | 15,4%        | 2,5%     | 24,7%        | 6%                  | 4,7%      | 3,6%       | 2,4%         | 2%         | 2,5%   | 36,2%                 | 9,3%     |
| Diário de Goiás/Diagnóstico | 4–7 de agosto de 2022     | 900           | 19,4%        | 3,4%     | 24,8%        | 6,9%                | 7,0%      | –          | 2,7%         | –          | –      | 35,7%                 | 5,4%     |

## Resultados

### Governador
| Candidato(a)                | Vice                       | 1º turno 2 de outubro de 2022 | 1º turno 2 de outubro de 2022 |
| Candidato(a)                | Vice                       | Votação                       | Votação                       |
| Candidato(a)                | Vice                       | Total                         | Percentagem                   |
| --------------------------- | -------------------------- | ----------------------------- | ----------------------------- |
| Ronaldo Caiado (UNIÃO)      | Daniel Vilela (MDB)        | 1.806.892                     | 51,81%                        |
| Gustavo Mendanha (Patriota) | Heuler Cruvinel (Patriota) | 879.031                       | 25,20%                        |
| Vitor Hugo (PL)             | Keila Borges (PL)          | 516.579                       | 14,81%                        |
| Wolmir Amado (PT)           | Fernando Tibúrcio (PSB)    | 243.651                       | 6,98%                         |
| Cintia Dias (PSOL)          | Edson Braz (REDE)          | 19.577                        | 0,56%                         |
| Edigar Diniz (NOVO)         | Jamil Said (NOVO)          | 9.565                         | 0,27%                         |
| Helga Martins (PCB)         | Lindomar Santos (PCB)      | 6.993                         | 0,20%                         |
| Reinaldo Pantaleão (UP)     | Luciana Amorim (UP)        | 5.400                         | 0,15%                         |
| Vinícius Paixão (PCO)       | Maria Letícia (PCO)        | 258                           | 0,01%                         |
| Total de votos válidos      | Total de votos válidos     | 3.487.598                     | 91,61%                        |
| → Votos em branco           | → Votos em branco          | 152.864                       | 4,02%                         |
| → Votos nulos               | → Votos nulos              | 166.471                       | 4,37%                         |
| → Votos anulados            | → Votos anulados           | 258                           | 0,01%                         |
| Total                       | Total                      | 3.812.597                     | 78,28%                        |
| Abstenções                  | Abstenções                 | 1.057.695                     | 21,72%                        |
| Total de inscritos          | Total de inscritos         | 4.870.292                     | 4.870.292                     |

O candidato Vinícius Paixão (PCO) teve seus votos anulados devido a problemas na prestação de contas de eleição anterior.

### Senador
| Candidato(a)               | Turno único 2 de outubro de 2022 | Turno único 2 de outubro de 2022 |
| Candidato(a)               | Total                            | Percentagem                      |
| -------------------------- | -------------------------------- | -------------------------------- |
| Wilder Morais (PL)         | 799.022                          | 25,25%                           |
| Marconi Perillo (PSDB)     | 626.662                          | 19,80%                           |
| Delegado Waldir (UNIÃO)    | 539.219                          | 17,04%                           |
| Alexandre Baldy (PP)       | 406.379                          | 12,84%                           |
| João Campos (Republicanos) | 350.222                          | 11,07%                           |
| Denise Carvalho (PCdoB)    | 299.013                          | 9,45%                            |
| Vilmar Rocha (PSD)         | 55.934                           | 1,77%                            |
| Manu Jacob (PSOL)          | 51.743                           | 1,64%                            |
| Leonardo Rizzo (NOVO)      | 35.998                           | 1,14%                            |
| → Total de votos válidos   | 3.164.192                        | 83,11%                           |
| → Votos em branco          | 310.369                          | 8,15%                            |
| → Votos nulos              | 332.630                          | 8,74%                            |
| → Votos anulados           | 0                                | 0,00%                            |
| Total                      | 3.812.597                        | 78,28%                           |
| Abstenções                 | 1.057.695                        | 21,72%                           |
| Total de inscritos         | 4.870.292                        | 4.870.292                        |

### Deputados federais eleitos por Goiás
Esses são os deputados federais eleitos para representar o Estado de Goiás na Câmara dos Deputados.

Representação eleita
  PL: 4
  MDB: 2
  PP: 2
  PT: 2
  UNIÃO: 2
  PDT: 1
  PSC: 1
  PSDB: 1
  PSD: 1
  Republicanos: 1

| Candidato(a)                      | Porcentagem | Total de votos | Cidade Natal                    |
| --------------------------------- | ----------- | -------------- | ------------------------------- |
| Silvye Alves (UNIÃO)              | 7,39%       | 254.653 votos  | Goiânia, Goiás                  |
| Gustavo Gayer (PL)                | 5,82%       | 200.586 votos  | Goiânia, Goiás                  |
| Flávia Morais (PDT)               | 4,12%       | 142.155 votos  | Belo Horizonte, Minas Gerais    |
| Glaustin da Fokus (PSC)           | 3,42%       | 117.981 votos  | Goiânia, Goiás                  |
| José Nelto (PP)                   | 3,03%       | 104.504 votos  | Tiros, Minas Gerais             |
| Delegada Adriana Accorsi (PT)     | 2,81%       | 96.714 votos   | Itapuranga, Goiás               |
| Adriano do Baldy (PP)             | 2,77%       | 95.518 votos   | Goiás, Goiás                    |
| Célio Silveira (MDB)              | 2,68%       | 92.469 votos   | Luziânia, Goiás                 |
| Professor Alcides (PL)            | 2,62%       | 90.162 votos   | Remanso, Bahia                  |
| Dr. Zacharias Calil (UNIÃO)       | 2,55%       | 87.919 votos   | Goiânia, Goiás                  |
| Rubens Otoni (PT)                 | 2,42%       | 83.539 votos   | Goianésia, Goiás                |
| Magda Mofatto (PL)                | 2,38%       | 81.996 votos   | Limeira, São Paulo              |
| Marussa Boldrin (MDB)             | 2,33%       | 80.464 votos   | Rio Verde, Goiás                |
| Daniel Agrobom (PL)               | 2,05%       | 70.529 votos   | Uberlândia, Minas Gerais        |
| Jeferson Rodrigues (Republicanos) | 1,63%       | 56.026 votos   | Goiânia, Goiás                  |
| Dr. Ismael Alexandrino (PSD)      | 1,59%       | 54.791 votos   | São Luís de Montes Belos, Goiás |
| Lêda Borges (PSDB)                | 1,49%       | 51.346 votos   | Conquista, Minas Gerais         |

### Deputados estaduais eleitos em Goiás
Relacionado aos 41 deputados estaduais eleitos para ocupar as cadeiras da Assembleia Legislativa de Goiás.

Representação eleita
  MDB: 7
  UNIÃO: 6
  PRTB: 4
  PL: 3
  PP: 3
  PT: 3
  Agir: 2
  Avante: 2
  Patriota: 2
  PSDB: 2
  PSD: 2
  Republicanos: 2
  PSB: 1
  PSC: 1
  Solidariedade: 1

| Candidato(a)                      | Porcentagem | Total de votos | Cidade Natal                       |
| --------------------------------- | ----------- | -------------- | ---------------------------------- |
| Bruno Peixoto (UNIÃO)             | 2,14%       | 73.692 votos   | Goiânia, Goiás                     |
| Lucas do Vale (MDB)               | 1,62%       | 55.747 votos   | Rio Verde, Goiás                   |
| Lucas Calil (MDB)                 | 1,48%       | 50.843 votos   | Goiânia, Goiás                     |
| Issy Quinan (MDB)                 | 1,38%       | 47.453 votos   | Goiânia, Goiás                     |
| Amilton Filho (MDB)               | 1,35%       | 46.556 votos   | Anápolis, Goiás                    |
| Antônio Gomide (PT)               | 1,31%       | 45.256 votos   | Goianésia, Goiás                   |
| Virmondes Cruvinel (UNIÃO)        | 1,25%       | 42.925 votos   | Goiânia, Goiás                     |
| Lincoln Tejota (UNIÃO)            | 1,20%       | 41.456 votos   | Goiânia, Goiás                     |
| Henrique César (PSC)              | 1,18%       | 40.506 votos   | Anápolis, Goiás                    |
| Cairo Salim (PSD)                 | 1,17%       | 40.359 votos   | Goiânia, Goiás                     |
| Vivian Naves (PP)                 | 1,12%       | 38.574 votos   | Goiânia, Goiás                     |
| Jamil Calife (PP)                 | 1,11%       | 38.248 votos   | Catalão, Goiás                     |
| Paulo César Martins (PL)          | 1,09%       | 37.638 votos   | Quirinópolis, Goiás                |
| Renato de Castro (UNIÃO)          | 1,04%       | 35.842 votos   | Goiânia, Goiás                     |
| Amauri Ribeiro (UNIÃO)            | 1,02%       | 35.060 votos   | Trindade, Goiás                    |
| Major Araújo (PL)                 | 0,99%       | 33.928 votos   | Goiânia, Goiás                     |
| Delegado Eduardo Prado (PL)       | 0,98%       | 33.828 votos   | Goiânia, Goiás                     |
| Charles Bento (MDB)               | 0,97%       | 33.280 votos   | Goiânia, Goiás                     |
| Wagner Neto (PRTB)                | 0,95%       | 32.543 votos   | Itapuranga, Goiás                  |
| Talles Barreto (UNIÃO)            | 0,93%       | 31.961 votos   | Itapuranga, Goiás                  |
| Quirino (Republicanos)            | 0,92%       | 31.559 votos   | Rio de Janeiro, Rio de Janeiro     |
| Veter Martins (Patriota)          | 0,90%       | 30.836 votos   | Fazenda Nova, Goiás                |
| Wilde Cambão (PSD)                | 0,87%       | 29.908 votos   | Luziânia, Goiás                    |
| Lineu Olimpio (MDB)               | 0,86%       | 29.775 votos   | Jaraguá, Goiás                     |
| Clécio Alves (Republicanos)       | 0,82%       | 28.322 votos   | Goiânia, Goiás                     |
| Thiago Albernaz (MDB)             | 0,82%       | 28.229 votos   | Goiânia, Goiás                     |
| Gustavo Sebba (PSDB)              | 0,81%       | 27.973 votos   | Catalão, Goiás                     |
| André do Premium (Avante)         | 0,76%       | 26.063 votos   | Santo Antônio do Descoberto, Goiás |
| Coronel Adailton (PRTB)           | 0,74%       | 25.610 votos   | Pirenópolis, Goiás                 |
| Anderson Teodoro (Avante)         | 0,74%       | 25.552 votos   | Goiânia, Goiás                     |
| Bia de Lima (PT)                  | 0,71%       | 24.391 votos   | Serranópolis, Goiás                |
| Alessandro Moreira (PP)           | 0,68%       | 23.345 votos   | Anápolis, Goiás                    |
| Dr. José Machado (PSDB)           | 0,67%       | 22.928 votos   | Itapaci, Goiás                     |
| Mauro Rubem (PT)                  | 0,65%       | 22.304 votos   | Firminópolis, Goiás                |
| Gugu Nader (Agir)                 | 0,63%       | 21.743 votos   | Araguari, Minas Gerais             |
| Julio Pina (PRTB)                 | 0,62%       | 21.243 votos   | Alto Parnaíba, Maranhão            |
| Zeli (PRTB)                       | 0,61%       | 20.967 votos   | Itaporanga, Santa Catarina         |
| Rosângela Rezende (Agir)          | 0,58%       | 19.965 votos   | Mineiros, Goiás                    |
| Karlos Cabral (PSB)               | 0,55%       | 18.777 votos   | Rio Verde, Goiás                   |
| Cristiano Galindo (Solidariedade) | 0,52%       | 17.788 votos   | Trindade, Goiás                    |
| Cristóvão (Patriota)              | 0,51%       | 17.484 votos   | Luziânia, Goiás                    |